# Hipparchia ellena
Hipparchia ellena är en fjärilsart som beskrevs av Charles Oberthür 1893. Hipparchia ellena ingår i släktet Hipparchia och familjen praktfjärilar. Inga underarter finns listade i Catalogue of Life.